# Gauromydas heros
Gauromydas heros  (лат.) — вид мух из подсемейства Mydinae (Mydidae). Крупнейшие двукрылые насекомые.

## Распространение
Южная Америка: Боливия, Бразилия, Колумбия, Парагвай.

## Описание
Крупнейший в мире представитель отряда двукрылые (Diptera), достигает в длину до 6 см, а размах крыльев более 10 см. Коренастые мухи, основная окраска тела чёрная.
Задняя голень с хорошо развитым вентральным килем и апикальной шпорой, размер которой всегда больше ширины первого членика задней лапки; длина первого членика задней лапки почти равна длине второго и третьего членика вместе взятым и всегда длиннее чем пятый членик (тарзомер 5). Биология мало изучена, имаго редки. Самцы посещают цветы, а самки, видимо, вообще не питаются. Личинки обитают в муравейниках муравьёв-листорезов рода Atta Fabricius, 1804 (Formicidae, Myrmicinae, Attini). Окукливание происходит в почве. Предполагается, что эти крупнейшие мухи мимикрируют крупным дорожным осам рода Pepsis (Hymenoptera: Pompilidae) по типу Бейтсовской мимикрии.
Вид был впервые описан в 1833 году немецким энтомологом Максимилианом Перти под первоначальным названием Mydas heros Perty, 1833. В 1989 году включён в состав рода Gauromydas Wilcox, Papavero and Pimentel, 1989 в качестве типового вида.